# Orthogrammica tenuipoda
Orthogrammica tenuipoda är en fjärilsart som beskrevs av Embrik Strand 1920. Orthogrammica tenuipoda ingår i släktet Orthogrammica och familjen nattflyn. Inga underarter finns listade i Catalogue of Life.